# Championnats d'Europe de patinage artistique 1953
Navigation
Édition précédente Édition suivante
Les championnats d'Europe de patinage artistique 1953 ont lieu du 22 au 25 janvier 1953 à la Westfalenhalle de Dortmund en Allemagne de l'Ouest.

## Qualifications
Les patineurs sont éligibles à l'épreuve s'ils représentent une nation européenne membre de l'Union internationale de patinage (International Skating Union en anglais). Les fédérations nationales sélectionnent leurs patineurs en fonction de leurs propres critères.
L'Union internationale de patinage autorise chaque pays à avoir de une à quatre inscriptions par discipline. 

## Podiums
| Épreuves                      | Or                          | Argent                      | Bronze                      |
| ----------------------------- | --------------------------- | --------------------------- | --------------------------- |
| Messieurs résultats détaillés | Carlo Fassi                 | Alain Giletti               | Freimut Stein               |
| Dames résultats détaillés     | Valda Osborn                | Gundi Busch                 | Erica Batchelor             |
| Couples résultats détaillés   | Jennifer Nicks / John Nicks | Marianna Nagy / László Nagy | Sissy Schwarz / Kurt Oppelt |

## Tableau des médailles
| Rang  | Nation               | Or | Argent | Bronze | Total |
| ----- | -------------------- | -- | ------ | ------ | ----- |
| 1     | Royaume-Uni          | 2  | 0      | 1      | 3     |
| 2     | Italie               | 1  | 0      | 0      | 1     |
| 3     | Allemagne de l'Ouest | 0  | 1      | 1      | 2     |
| 4     | France               | 0  | 1      | 0      | 1     |
| 4     | Hongrie              | 0  | 1      | 0      | 1     |
| 6     | Autriche             | 0  | 0      | 1      | 1     |
| Total | Total                | 3  | 3      | 3      | 9     |

## Détails des compétitions

### Messieurs
| Rang    | Nom                | Nation               | Places | Points | Fig. impo. | Prog. libre |
| ------- | ------------------ | -------------------- | ------ | ------ | ---------- | ----------- |
| 1       | Carlo Fassi        | Italie               |        |        |            |             |
| 2       | Alain Giletti      | France               |        |        |            |             |
| 3       | Freimut Stein      | Allemagne de l'Ouest |        |        |            |             |
| 4       | Michael Booker     | Royaume-Uni          |        |        |            |             |
| 5       | Hubert Köpfler     | Suisse               |        |        |            |             |
| 6       | Martin Felsenreich | Autriche             |        |        |            |             |
| 7       | Klaus Loichinger   | Allemagne de l'Ouest |        |        |            |             |
| 8       | György Czakó       | Hongrie              |        |        |            |             |
| Abandon | Kurt Oppelt        | Autriche             |        |        |            |             |

### Dames
| Rang | Nom               | Nation               | Places | Points | Fig. impo. | Prog. libre |
| ---- | ----------------- | -------------------- | ------ | ------ | ---------- | ----------- |
| 1    | Valda Osborn      | Royaume-Uni          |        |        |            |             |
| 2    | Gundi Busch       | Allemagne de l'Ouest |        |        |            |             |
| 3    | Erica Batchelor   | Royaume-Uni          |        |        |            |             |
| 4    | Helga Dudzinski   | Allemagne de l'Ouest |        |        |            |             |
| 5    | Yvonne Sugden     | Royaume-Uni          |        |        |            |             |
| 6    | Annelies Schilhan | Autriche             |        |        |            |             |
| 7    | Rosi Pettinger    | Allemagne de l'Ouest |        |        |            |             |
| 8    | Elaine Skevington | Royaume-Uni          |        |        |            |             |
| 9    | Lidy Stoppelman   | Pays-Bas             |        |        |            |             |
| 10   | Sissy Schwarz     | Autriche             |        |        |            |             |
| 11   | Nelly Maas        | Pays-Bas             |        |        |            |             |
| 12   | Doris Zerbe       | Suisse               |        |        |            |             |
| 13   | Fiorella Negro    | Italie               |        |        |            |             |
| 14   | Joan Haanappel    | Pays-Bas             |        |        |            |             |
| 15   | Liliane de Becker | Belgique             |        |        |            |             |
| 16   | Erika Rücker      | Allemagne de l'Ouest |        |        |            |             |
| 17   | Eszter Jurek      | Hongrie              |        |        |            |             |

### Couples
| Rang | Nom                                     | Nation               | Places | Points |
| ---- | --------------------------------------- | -------------------- | ------ | ------ |
| 1    | Jennifer Nicks / John Nicks             | Royaume-Uni          |        |        |
| 2    | Marianna Nagy / László Nagy             | Hongrie              |        |        |
| 3    | Sissy Schwarz / Kurt Oppelt             | Autriche             |        |        |
| 4    | Jane Higson / Robert Hudson             | Royaume-Uni          |        |        |
| 5    | Eva Neeb / Karl Probst                  | Allemagne de l'Ouest |        |        |
| 6    | Helga Kruger / Peter Voss               | Allemagne de l'Ouest |        |        |
| 7    | Charlotte Michiels / Gaston van Ghelder | Belgique             |        |        |